# Детройт (градска писта)
Пистата в Детройт е с трасе по улиците на града за провеждане на автомобилни състезания, в град Детройт, щата Мичиган, САЩ.

## История
Провеждането на кръг от Формула 1 в Детройт е замислено с цел подобряването на международния имидж на града. Първото състезание се провежда през 1982 г. Същата година в САЩ има още кръга от Формула 1 - в Лонг Бийч, Калифорния, и Лас Вегас, Невада. Така през сезон 1982 за първи път се провеждат три състезания в САЩ в една година.
Пръвата надпревара е спечелена от Джон Уотсън, който стартира от 17-а позиция. С това той поставя нов рекорд за пилот с най-задна стартова позиция, спечелил състезание от Формула 1 на улична писта. Година по-късно той подобрява рекорда си, като печели в Лонг Бийч, тръгвайки от 22-ра позиция.
От 1984 г. в рамките на Гран при уикенда се провежда и състезание от американските Транс-Ам серии - Мотор Сити 100. През 1985 г. състезанието в Детройт остава единственото в календара на Формула 1 на териотрията на САЩ.
Детройт Стрийт Сиркуит не се харесва особено много на пилотите и от 1989 г. е извадена от календара на Формула 1, като е заменена от Финикс Сиркуит във Финикс, Аризона. Детройт получава старт от сериите КАРТ. Проведени са три старта, от които Емерсон Фитипалди печели първия и последния, а Майкъл Андрети - втория. Провеждането на състезанието в центъра на града се оказва нерентабилно и затова то е преместено на намиращия се недалече остров Бел Айл.
С най-много победи във Формула 1 в Детройт е Аертон Сена (3).

## Характеристики
Както всички други писти от Формула 1, провеждани в градски условия, Детройт Стрийт Сиркуит е тясна и не предлага много възможности за изпреварване. Освен това предпазните стени са издигнати до самото трасе и почти всеки контакт с тях води до отпадане от състезанието. Това до голяма степен допринася за броя отпадания на тази писта – във всяко от седемте състезания от Формула 1 до финала не успяват да стигнат поне половината състезатели. През сезон 1984 отпадат 20 пилота, с което е изравнен рекорда за най-много отпадания в едно състезание на улична писта. Няколко месеца по-късно това състезание дори става едноличен рекордьор, след като един от финиширалите пилоти е дисквалифициран.

## Победители във Формула 1
| Година | Победител       | Болид          | Време         | Дължина на пистата | Обиколки | Дата   |
| ------ | --------------- | -------------- | ------------- | ------------------ | -------- | ------ |
| 1982   | Джон Уотсън     | Макларън-Форд  | 1:58:41.043 ч | 4.168 км           | 62       | 6 юни  |
| 1983   | Микеле Алборето | Тирел-Форд     | 1:50:53.669 ч | 4.120 км           | 60       | 5 юни  |
| 1984   | Нелсън Пикет    | Брабам-Форд    | 1:55:41.842 ч | 4.120 км           | 63       | 24 юни |
| 1985   | Кеке Розберг    | Уилямс-Хонда   | 1:55:39.851 ч | 1.120 км           | 63       | 23 юни |
| 1986   | Аертон Сена     | Лотус-Рено     | 1:51:12.847 ч | 4.120 км           | 63       | 22 юни |
| 1987   | Аертон Сена     | Лотус-Хонда    | 1:50:16.358 ч | 4.023 км           | 63       | 21 юни |
| 1988   | Аертон Сена     | Макларън-Хонда | 1:54:56.035 ч | 4.023 км           | 63       | 19 юни |